# Sue Birtwistle
Sue Birtwistle (née le 9 décembre 1945  à Northwich, dans le comté du Cheshire, en Angleterre) est une productrice de télévision britannique. Elle est mariée à Richard Eyre.

## Filmographie partielle

### Comme productrice

#### Télévision
- 1982 : Theatre Box de Tony Smith (série télévisée en six épisodes)
- 1982 : Oi for England de Tony Smith (téléfilm)
- 1982-1983 : Educating Marmalade (en) (série télévisée créée par Andrew Davies, 10 épisodes)
- 1985 : Dutch Girls de Giles Foster (téléfilm)
- 1986 : Screen Two (série télévisée, saison 7 épisode 1 : Hôtel du Lac)
- 1987 : Scoop (téléfilm)
- 1987 : V. de Richard Eyre (téléfilm documentaire)
- 1989 : Ball-Trap on the Cote Sauvage de Jack Gold (téléfilm)
- 1993 : Anna Lee: Headcase de Colin Bucksey (téléfilm)
- 1995 : Orgueil et Préjugés (mini-série en six épisodes)
- 1996 : Emma de Diarmuid Lawrence (téléfilm)
- 1998 : Performance (série télévisée, saison 7 épisode 1 : King Lear)
- 1999 : Wives and Daughters (mini-série)
- 2001 : Armadillo (série télévisée)
- 2007-2009 : Cranford de Simon Curtis (série télévisée, 7 épisodes)